# Tyterský potok
Tyterský potok je drobný vodní tok v Plaské pahorkatině v okrese Rakovník. Je dlouhý 13,8 km, plocha jeho povodí měří 42,9 km² a průměrný průtok v ústí je 0,009 m³/s.
Potok pramení asi 500 m západně od obce Hvozd v nadmořské výšce 495 m n. m. Protéká vesnicí, kde napájí malý rybník, a stáčí se k Panošímu Újezdu, před kterým protéká dalším rybníkem. Potom pokračuje dále k jihovýchodu a pod vesnicí Tytry, kde vtéká do zalesněného údolí, přijímá menší bezejmenné přítoky. Jihovýchodně od vesnice Skřivaň zleva obtéká přírodní památku Valachov na západním úbočí stejnojmenného vrchu. Východně od něj zleva přijímá Všetatský potok a po dalších dvou kilometrech menší potok, který přitéká bočním údolím Sibův luh. Jižně od Nezabudic, nedaleko restaurace U Rozvědčíka, se v nadmořské výšce 241 m n. m. vlévá zleva do Berounky. Mezi Novosedly a Nezabudicemi vede údolím potoka žlutě značená turistická trasa.